# Živinice
Živinice (v srbské cyrilici Живинице) je město na severovýchodě Bosny a Hercegoviny, ležící jižně od města Tuzla v Tuzlanském kantonu Federace Bosny a Hercegoviny. Od roku 2013 má populaci 57 765 obyvatel. Městem protéká řeka Gostelja. 

## Dějiny
Původ jména Živinice dosud nebyl stanoven. Podle M. Hadžijanić byl Živinice zmíněn v tureckém dokumentu z roku 1764 jako „Živinice zvané Uskopči, pravděpodobně (Oskovci) v nahija Tuzla“.
Samostatná općina (obec) zde byla ustanovena v roce 1959. Po druhé světové válce došlo k rozvoji města spíše cestou nízkých domů, vzniklo zde ale i jedno panelové sídliště.

## Demografie
Při sčítání lidu v roce 1991, měla Živinice 54 783 obyvatel a bylo v ní 11 956 domů.
Národnostní složení:
- 49 011 Bosňáci (80,34 %)
- 2 096 Chorvaté (7,25 %)
- 2 525 Srbové (6,43 %)
- 1 101 Jugoslávci (3,88 %)
- 1 135 ostatní (2,07 %)

## Ekonomika
Na břehu řeky stojí závod společnosti Konjuh. 

## Doprava
Městem prochází železniční trať Brčko–Banovići, která je především významná pro místní průmysl. Vede tudy také silnice celostátního významu z Tuzly do Sarajeva a také do Banovićů.